# Lekkoatletyczne rekordy uniwersjady
Lekkoatletyczne rekordy uniwersjady – najlepsze rezultaty uzyskane podczas lekkoatletycznych zmagań letnich uniwersjad; trzy z nich są autorstwem Polaków – w pchnięciu kulą Konrada Bukowieckiego, w rzucie młotem Malwiny Kopron i w sztafecie mieszanej 4 × 400 m kwartetu: Daniel Sołtysiak, Weronika Bartnowska, Marcin Karolewski i Aleksandra Formella.

## Mężczyźni
| Konkurencja                   | Rezultat | Zawodnik                                                                          | Miejsce uzyskania | Data             |
| ----------------------------- | -------- | --------------------------------------------------------------------------------- | ----------------- | ---------------- |
| bieg na 100 m                 | 9,97     | Akani Simbine                                                                     | Gwangju           | 9 lipca 2015     |
| bieg na 200 m                 | 19,72    | Pietro Mennea                                                                     | Meksyk            | 9 grudnia 1979   |
| bieg na 400 m                 | 44,81    | Clement Chukwu                                                                    | Katania           | 21 sierpnia 1997 |
| bieg na 800 m                 | 1:43,40  | Alberto Juantorena                                                                | Sofia             | 21 czerwca 1977  |
| bieg na 1500 m                | 3:38,43  | Saïd Aouita                                                                       | Bukareszt         | 22 lipca 1981    |
| bieg na 5000 m                | 13:35,89 | Hayle İbrahimov                                                                   | Kazań             | 12 lipca 2013    |
| bieg na 10 000 m              | 28:15,84 | Stephan Freigang                                                                  | Sheffield         | 20 lipca 1991    |
| półmaraton                    | 1:02:29  | Shinsaku Kudo                                                                     | Bochum            | 26 lipca 2025    |
| bieg na 110 m przez płotki    | 13,21    | Alejandro Casañas                                                                 | Sofia             | 21 sierpnia 1977 |
| bieg na 400 m przez płotki    | 48,09    | Alwyn Myburgh                                                                     | Pekin             | 31 sierpnia 2001 |
| bieg na 3000 m z przeszkodami | 8:18,46  | Ruben Querinjean                                                                  | Bochum            | 26 lipca 2025    |
| skok wzwyż                    | 2,41     | Igor Paklin                                                                       | Kobe              | 4 sierpnia 1985  |
| skok o tyczce                 | 5,80     | István Bagyula                                                                    | Sheffield         | 23 września 1991 |
| skok w dal                    | 8,46     | Luis Rivera                                                                       | Kazań             | 12 lipca 2013    |
| trójskok                      | 17,86    | Charles Simpkins                                                                  | Kobe              | 16 czerwca 1985  |
| pchnięcie kulą                | 21,54    | Konrad Bukowiecki                                                                 | Neapol            | 8 lipca 2019     |
| rzut dyskiem                  | 69,46    | Luis Delís                                                                        | Edmonton          | 8 lipca 1983     |
| rzut młotem                   | 82,77    | Iwan Cichan                                                                       | Daegu             | 30 sierpnia 2003 |
| rzut oszczepem                | 91,36    | Cheng Chao-tsun                                                                   | Tajpej            | 26 sierpnia 2017 |
| rzut oszczepem (stary model)  | 89,52    | Dainis Kūla                                                                       | Bukareszt         | 26 lipca 1981    |
| dziesięciobój                 | 8380 pkt | Roman Šebrle                                                                      | Katania           | 30 sierpnia 1997 |
| chód na 20 km                 | 1:19:48  | Andrea Cosi                                                                       | Bochum            | 27 lipca 2025    |
| sztafeta 4 × 100 m            | 38,42    | Włochy · Luciano Caravani · Giovanni Grazioli · Gianfranco Lazzer · Pietro Mennea | Meksyk            | 13 sierpnia 1979 |
| sztafeta 4 × 400 m            | 3:00,40  | Stany Zjednoczone · Ryan Hayden · Leonard Byrd · Andre Morris · Anthuan Maybank   | Fukuoka           | 3 sierpnia 1995  |

## Kobiety
| Konkurencja                   | Rezultat | Zawodniczka                                                                         | Miejsce uzyskania | Data             |
| ----------------------------- | -------- | ----------------------------------------------------------------------------------- | ----------------- | ---------------- |
| bieg na 100 m                 | 11,00    | Marlies Göhr                                                                        | Meksyk            | 8 września 1979  |
| bieg na 200 m                 | 21,91    | Marita Koch                                                                         | Meksyk            | 12 września 1979 |
| bieg na 400 m                 | 49,88    | Ionela Târlea                                                                       | Palma de Mallorca | 12 lipca 1999    |
| bieg na 800 m                 | 1:56,88  | Slobodanka Čolović                                                                  | Zagrzeb           | 19 lipca 1987    |
| bieg na 1500 m                | 4:01,32  | Paula Ivan                                                                          | Zagrzeb           | 16 lipca 1987    |
| bieg na 5000 m                | 15:28,78 | Jéssica Augusto                                                                     | Bangkok           | 13 sierpnia 2007 |
| bieg na 10 000 m              | 31:25,84 | Klara Lukan                                                                         | Bochum            | 21 lipca 2025    |
| półmaraton                    | 1:11:49  | Mari Sotani                                                                         | Katania           | 31 sierpnia 1997 |
| bieg na 100 m przez płotki    | 12,61    | Vashti Thomas                                                                       | Kazań             | 10 lipca 2013    |
| bieg na 400 m przez płotki    | 53,95    | Daimí Pernía                                                                        | Palma de Mallorca | 10 lipca 1999    |
| bieg na 3000 m z przeszkodami | 9:25,77  | Jekatierina Sokolenko                                                               | Gwangju           | 10 lipca 2015    |
| skok wzwyż                    | 2,01     | Silvia Costa                                                                        | Kobe              | 3 września 1985  |
| skok o tyczce                 | 4,70     | Tatjana Połnowa                                                                     | Taegu             | 27 sierpnia 2003 |
| skok w dal                    | 7,04     | Irina Walukiewicz                                                                   | Kobe              | 4 sierpnia 1985  |
| trójskok                      | 14,82    | Jekatierina Koniewa                                                                 | Kazań             | 11 lipca 2013    |
| pchnięcie kulą                | 20,82    | Nadieżda Cziżowa                                                                    | Moskwa            | 26 maja 1973     |
| rzut dyskiem                  | 67,96    | Cwetanka Christowa                                                                  | Zagrzeb           | 13 sierpnia 1987 |
| rzut młotem                   | 76,85    | Malwina Kopron                                                                      | Tajpej            | 26 sierpnia 2017 |
| rzut oszczepem                | 69,82    | Osleidys Menéndez                                                                   | Pekin             | 29 sierpnia 2001 |
| siedmiobój                    | 6847 pkt | Łarisa Nikitina                                                                     | Duisburg          | 29 sierpnia 1989 |
| chód na 20 km                 | 1:28:18  | Anisia Kirdiapkina                                                                  | Gwangju           | 10 lipca 2015    |
| chód na 20 km                 | 1:28:18  | Elizabeth McMillen                                                                  | Bochum            | 27 lipca 2025    |
| sztafeta 4 × 100 m            | 42,40    | Stany Zjednoczone · Michelle Burrell · Anita Howard · LaMonda Miller · Esther Jones | Duisburg          | 30 sierpnia 1989 |
| sztafeta 4 × 400 m            | 3:24,97  | ZSRR · Łarisa Kryłowa · Ludmiła Borisowa · Jelena Didilenko · Marija Pinigina       | Edmonton          | 9 lipca 1983     |

## Mieszane
| Konkurencja        | Rezultat | Zawodnicy                                                                                 | Miejsce uzyskania | Data          |
| ------------------ | -------- | ----------------------------------------------------------------------------------------- | ----------------- | ------------- |
| sztafeta 4 × 400 m | 3:15,58  | Polska · Daniel Sołtysiak · Weronika Bartnowska · Marcin Karolewski · Aleksandra Formella | Bochum            | 24 lipca 2025 |